# Kamel Bou Ali
Kamel Bou Ali (Tunisi, 6 dicembre 1958) è un ex pugile tunisino, residente in Italia, Campione del Mondo WBO dei pesi superpiuma (1989-1992).

## Carriera
Nato a Tunisi, Bou Ali iniziò la carriera da professionista nel 1977 dopo essersi trasferito in Italia.
Nel 1985 tentò il primo assalto al titolo mondiale dei pesi superpiuma WBA contro lo statunitense Rocky Lockridge che lo batté per knock-out tecnico al sesto round. Tre anni dopo, sul ring ostile di Stoke-on-Trent, Bou Ali conquistò il titolo internazionale WBC della stessa categoria battendo il britannico Robert Dickie, per Kot alla sesta ripresa. Difese la cintura internazionale a Cagliari battendo l'argentino Manuel Alberto Billalba ai punti in dodici riprese.
Il titolo mondiale arrivò invece nella versione WBO quando, nel 1989, sconfisse il portoricano Antonio Rivera per Kot all'ottavo round. 
Nel settembre del 1990, Bou Ali disputò un incontro senza titolo in palio opposto al pugile cileno Pedro Villegas il quale lo costrinse sorprendentemente ad un pareggio. L'esito di questa sfida lo costrinse a mettere in palio il titolo contro lo stesso sudamericano un mese dopo il primo incontro. Il match terminò con un verdetto di no contest che lasciò il titolo nei guantoni di Bou Ali, per una ferita dovuta ad una testata accidentale che impedì allo sfidante di proseguire.
Kamel Bou Ali difese vittoriosamente la cintura mondiale il 1º giugno 1991 a Ragusa, battendo il britannico Joey Jakobs per knock-out tecnico al terzo round. Perse il titolo mondiale il 21 marzo 1992 ai punti contro il francese Daniel Londas, a San Rufo.
Seguirono altri quattro match, di cui due in Francia, con tre vittorie e un pari. Il 6 ottobre 1993 volò in Sudafrica per combattere per il titolo internazionale WBC dei pesi superleggeri ma fu sconfitto per Kot al settimo round da Jan Piet Bergman. Poi abbandonò il pugilato agonistico.

## Dopo il ritiro
Dopo essersi ritirato dal pugilato l'anno seguente, è diventato istruttore di boxe a Milano,e a oggi (2023) ha aperto una palestra, dove fa anche l’istruttore di pugilato a Garbagnate Milanese. Il 9 febbraio 2016 ha ottenuto la cittadinanza italiana.